# Maria Barbara Bach

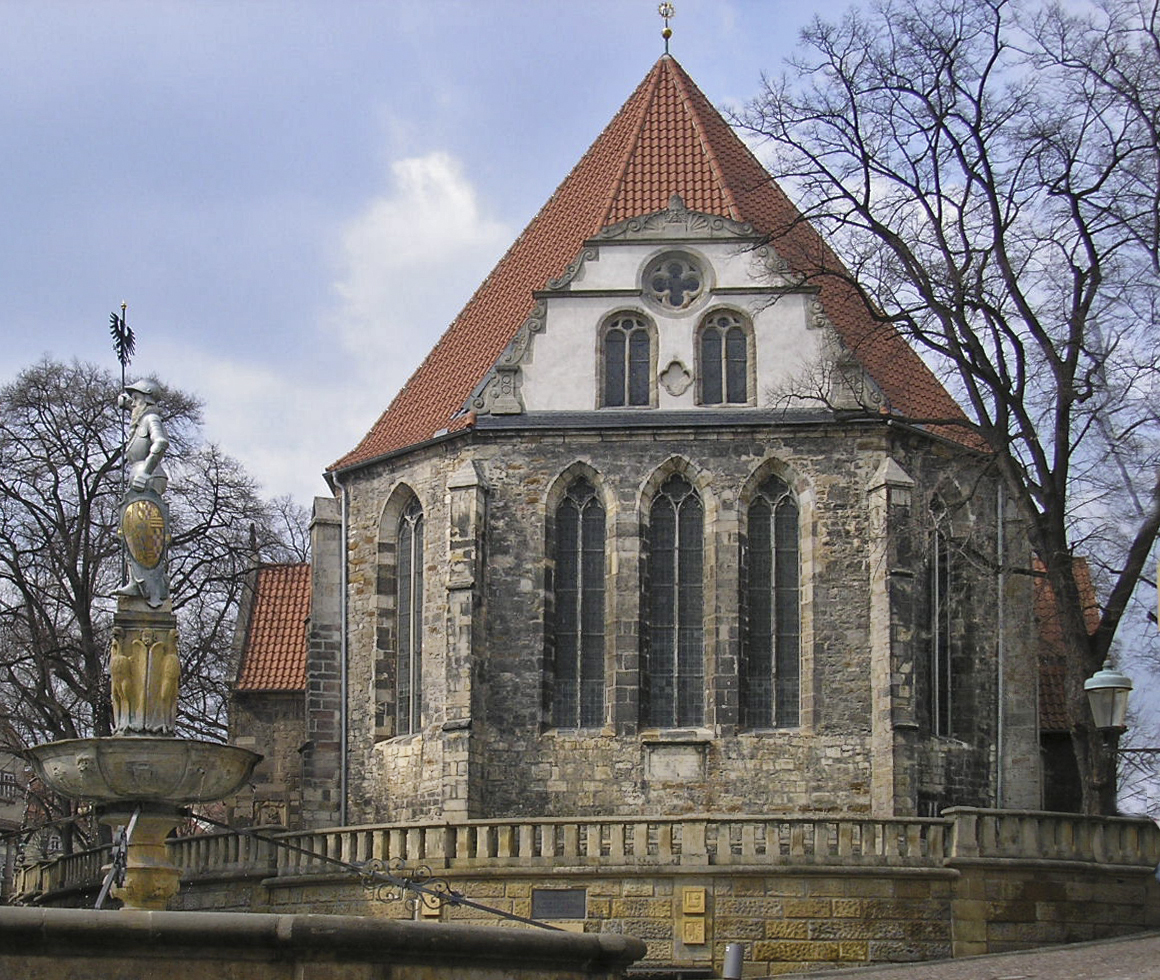
Neue Kirche in Arnstadt, waar Johann Sebastian organist was

Maria Barbara Bach (20 oktober 1684 – 7 juli 1720) was de eerste vrouw van de Duitse componist Johann Sebastian Bach. 
Maria Barbara Bach werd geboren in Gehren als dochter van Johann Michael Bach, een neef van de vader van Johann Sebastian Bach. (Beiden waren kleinzoons van Hans Bach).
In Arnstadt werd de nog ongehuwde Johann Sebastian Bach door de kerkenraad bekritiseerd, omdat hij een vrouw, vermoedelijk Maria Barbara, op het orgelbalkon had toegelaten en voor haar musiceerde.

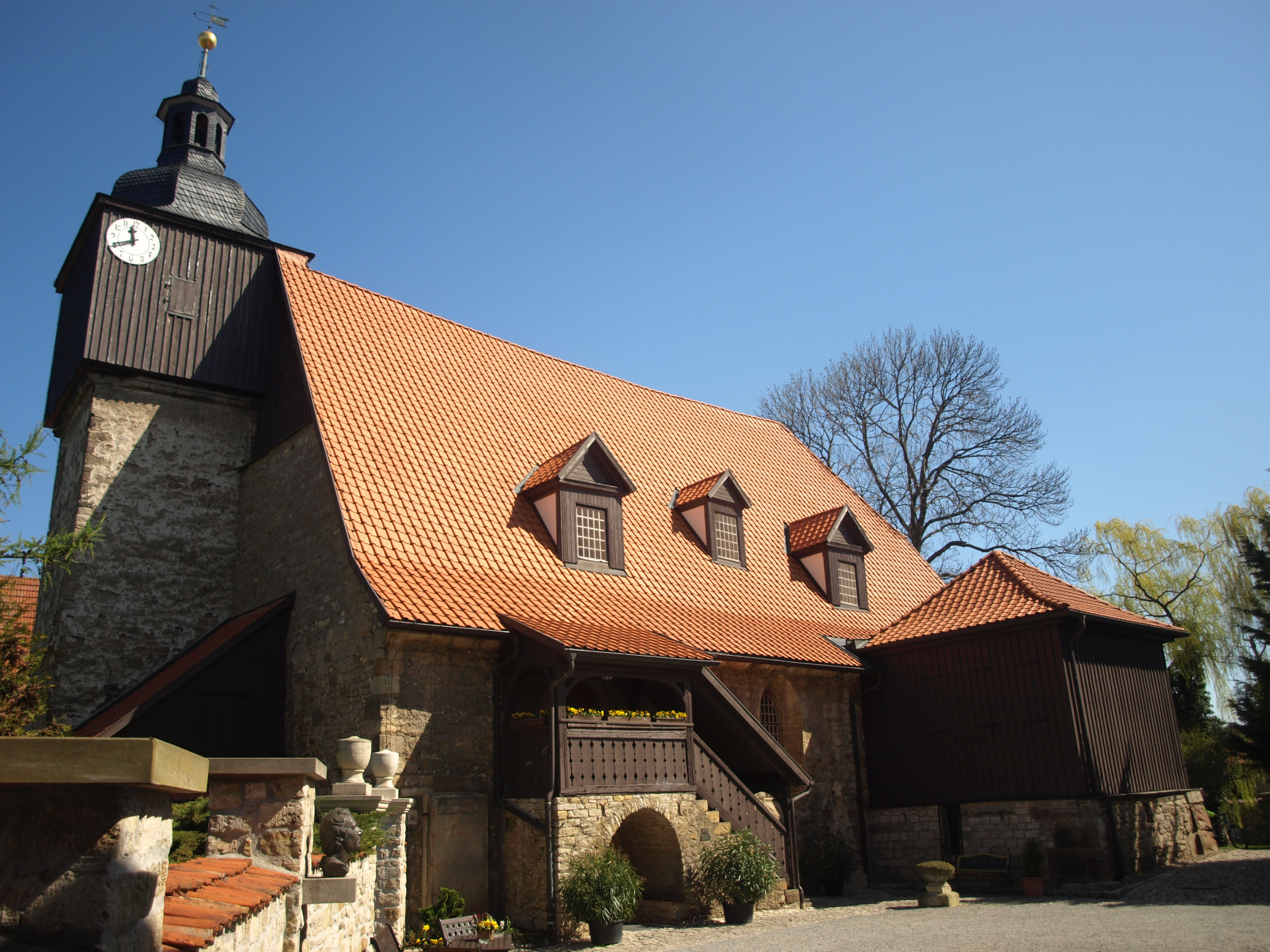
Kerk te Dornheim

Maria Barbara trouwde op 10 oktober 1707 te Dornheim met haar achterneef. Samen kregen ze zeven kinderen.
Toen haar man in 1720 van een reis terugkeerde, hoorde hij tot zijn grote droefheid dat zijn vrouw Maria Barbara overleden en begraven was.
De relatie tussen Maria Barbara en Johann Sebastian kan als volgt weergegeven worden:
- Johannes (Hans) Bach (±1580 - 1626) - musicus, tapijtbewerker in Gotha en Wechmar
  - Christoph Bach (1613 - 1661) - stadsmusicus en hofmusicus in Erfurt en Arnstadt en in Weimar
    -  Johann Ambrosius Bach (1645 - 1695) - stadsmusicus (dirigent), hofmusicus in Erfurt, Eisenach
      -  Johann Sebastian Bach (1685 - 1750) - hofmusicus, organist, kapelmeester, cantor en componist te Weimar, Arnstadt, Mühlhausen, Köthen en Leipzig 
 x 1707 Maria Barbara Bach (1684 - 1720)
        - Catharina Dorothea (1708 - 1774)
        - Wilhelm Friedemann (1710 - 1784) - organist, componist in Dresden, Halle en Berlijn
        - Johann Christoph (1713 - 1713)
        - Maria Sophia (1713 - 1713)
        - Carl Philipp Emanuel (1714 - 1788) - klavecinist, componist, cantor in Frankfurt a/d Oder, hofmusicus in Berlijn en Potsdam en stadsmuziekdirecteur in Hamburg
        - Johann Gottfried Bernhard (1715 - 1739) - organist in Mühlhausen
        -  Leopold Augustus (1718 - 1719)

  -  Heinrich Bach (1615 - 1692) - stadsmusicus, organist, componist in Schweinfurt, Erfurt, Arnstadt
    -  Johann Michael Bach (1648 - 1694) - organist, componist en stadsschrijver in Arnstadt, Gehren
      -  Maria Barbara Bach (1684 - 1720), eerste vrouw van Johann Sebastian Bach